# Tillandsia grao-mogolensis
Tillandsia grao-mogolensis là một loài thực vật có hoa trong họ Bromeliaceae. Loài này được Silveira miêu tả khoa học đầu tiên năm 1931.